# Tamias striatus
Il tamia striato, chipmunk orientale o chipmunk (Tamias striatus Linnaeus, 1758) è un roditore della famiglia degli Sciuridi che vive prevalentemente nel versante orientale del Nord America.

## Descrizione
Il tamia striato può raggiungere i 18 cm di lunghezza senza contare la coda che può misurare anche 8 cm. La sua caratteristica principale è quella di possedere cinque linee scure (striature) sulla schiena e una linea bianca circondata da due linee nere lungo ciascun fianco. La sua pelliccia è marrone-grigia e sulle sue guance sono presenti grandi "tasche" usate per raccogliere il cibo.

## Distribuzione e habitat

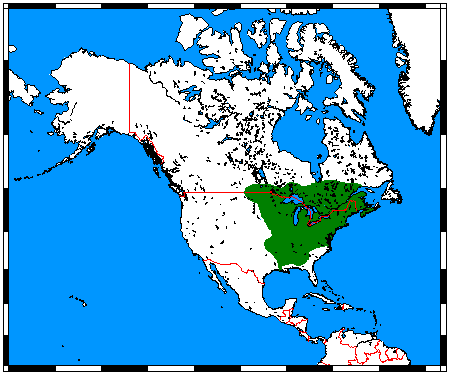
Areale

Il tamia striato è un animale terricolo che vive negli Stati Uniti, nel Canada meridionale, in Siberia e in Cina, soprattutto nelle foreste di conifere e latifoglie e nelle zone coperte da folti cespugli. Il suo tempo è speso essenzialmente alla ricerca di cibo o alla costruzione di tane. Queste ultime sono costituite da una serie di gallerie sotterranee che possono raggiungere anche i 2 metri di profondità e che collegano più camere fra loro. Tra queste vi sono: la camera della "dispensa" dove i tamia striati accumulano il cibo in attesa dell'inverno, e la camera di "nidificazione" dove sono allevati i piccoli.
Come avviene per gli scoiattoli comuni durante il periodo invernale i tamia striati non vanno in letargo ma rimangono svegli tra l'erba secca e le foglie che sono all'interno delle camere.

## Biologia

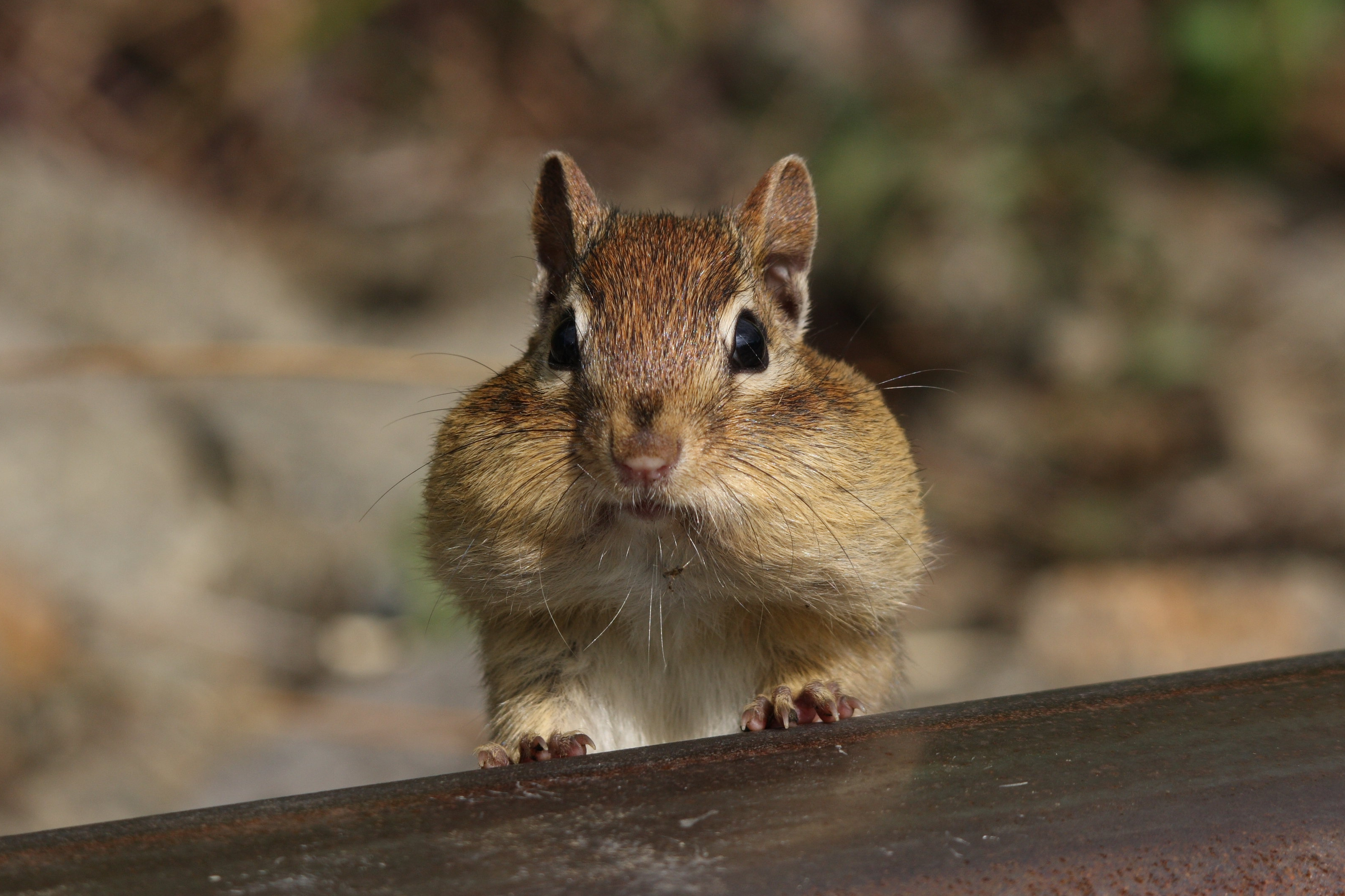
Un esemplare di tamia striato con le guance piene di cibo, fotografato al Cap Tourmente National Wildlife Area in Canada.

I tamia striati sono animali molto guardinghi e non sono soliti allontanarsi più di 50 metri dalla tana. In presenza di un eventuale pericolo questi emettono una sorta di fischio molto penetrante in modo da avvertire gli altri esemplari che corrono al riparo nelle loro tane.

### Alimentazione
Il tamia striato è un animale onnivoro e la sua alimentazione è costituita principalmente da noci, frutta, radici, semi, foglie ma anche da piccoli insetti e uova di uccelli.

### Riproduzione
Avviene principalmente nel mese di maggio. Dopo una gestazione di circa 30 giorni, la femmina dà alla luce dai 2 ai 9 cuccioli che nascono nudi e ciechi